# Pyrrhula
Pyrrhula is een geslacht van zangvogels uit de vinkachtigen (Fringillidae).

## Soorten
Het geslacht kent de volgende soorten:
- Pyrrhula aurantiaca  – Oranje goudvink
- Pyrrhula erythaca  – Grijskopgoudvink
- Pyrrhula erythrocephala  – Roodkopgoudvink
- Pyrrhula leucogenis  – Filipijnse goudvink
- Pyrrhula murina  – Azorengoudvink
- Pyrrhula nipalensis  – Bruine goudvink
- Pyrrhula owstoni  – Taiwangoudvink
- Pyrrhula pyrrhula  – Goudvink